# Гіллтоп (Західна Вірджинія)
Гіллтоп (англ. Hilltop) — переписна місцевість (CDP) в США, в окрузі Фаєтт штату Західна Вірджинія. Населення — 528 осіб (2020).

## Географія
Гіллтоп розташований за координатами 37°56′23″ пн. ш. 81°9′1″ зх. д. / 37.93972° пн. ш. 81.15028° зх. д. (37.939779, -81.150212).  За даними Бюро перепису населення США в 2010 році переписна місцевість мала площу 1,69 км², з яких 1,69 км² — суходіл та 0,01 км² — водойми.

## Демографія
Згідно з переписом 2010 року, у переписній місцевості мешкали 624 особи в 212 домогосподарствах у складі 144 родин. Густота населення становила 368 осіб/км².  Було 240 помешкань (142/км²).
Расовий склад населення:
| - 93,3 % — білих - 4,8 % — чорних або афроамериканців - 0,2 % — вихідців з тихоокеанських островів - 0,2 % — азіатів |

До двох чи більше рас належало 1,6 %. Частка іспаномовних становила 0,0 % від усіх жителів.
За віковим діапазоном населення розподілялося таким чином: 20,0 % — особи молодші 18 років, 57,4 % — особи у віці 18—64 років, 22,6 % — особи у віці 65 років та старші. Медіана віку мешканця становила 45,7 року. На 100 осіб жіночої статі у переписній місцевості припадало 78,3 чоловіків;  на 100 жінок у віці від 18 років та старших — 75,7 чоловіків також старших 18 років.
Середній дохід на одне домашнє господарство  становив 36 860 доларів США (медіана — 25 352), а середній дохід на одну сім'ю — 37 841 долар (медіана — 25 469). Медіана доходів становила 24 951 долар для чоловіків та 26 367 доларів для жінок. За межею бідності перебувало 49,6 % осіб, у тому числі 100,0 % дітей у віці до 18 років та 36,3 % осіб у віці 65 років та старших.
Цивільне працевлаштоване населення становило 143 особи. Основні галузі зайнятості: сільське господарство, лісництво, риболовля — 47,6 %, роздрібна торгівля — 22,4 %, освіта, охорона здоров'я та соціальна допомога — 22,4 %.